# Dixonotus hackeri
Dixonotus hackeri is een insect uit de familie van de vlinderhaften (Ascalaphidae), die tot de orde netvleugeligen (Neuroptera) behoort. 
Dixonotus hackeri is voor het eerst wetenschappelijk beschreven door Hölzel in 2004.